# 氰甲酰胺
氰甲酰胺是一种有机化合物，化学式为H2NC(=O)CN，其互变异构体为HOC(=NH)CN。它是一种星际分子。它可由氰、甲酸和水反应制得。对其持续加热，它会分解为氰化氢和三聚氰酸。它在12 N盐酸中可以迅速水解，生成草酰胺；它和硝酸银反应，生成氰化银。